# James Henderson (Diplomat)
James Henderson  (* 1783 in Cumberland; † 1848) war ein britischer Diplomat.
James Henderson wurde 1823 zusammen mit John Potter Hamilton und Patrick Campbell als Beauftragter (engl. Commissioner) in den neu gegründeten Staat Kolumbien entsandt. Henderson diente nach Abschluss eines Freundschaftsvertrages zwischen Großbritannien und Kolumbien (engl. Treaty of Amity) bis 1829 als Generalkonsul.
James Henderson und José María Córdova waren von Simón Bolívars Ansinnen, eine Monarchie zu errichten, befremdet. Im September 1829 verfasste José María Córdova ein Manifesto, in dem er zwar eine starke Regierung forderte, aber seine Ablehnung zu Bolivars Ansinnen, eine Aristokratie zu etablieren, bekundete und dagegen rebellierte. Simón Bolívar entsandte Daniel Florence O’Leary mit einer Streitmacht nach Antioquia. In der Schlacht von El Santurario am 17. Oktober 1829 wurde Córdova getötet. Rafael Urdaneta erließ auf Weisung von Bolivar ein Gesetz, nach dem James Henderson und der damalige US-Botschafter William H. Harrison ausgewiesen wurden.
Das Ende der Amtszeit des späteren US-Präsidenten Harrison als US-Botschafter in Kolumbien wird mit 26. September 1829 angegeben.
1831 erhielt Henderson eine Pension von 2000 Pfund Sterling.
Die Tochter von James Henderson war Fanny Henderson, die Verlobte von José María Córdova, 1828 Kriegsminister von Simon Bolivar.

## Veröffentlichungen
A history of the Brazil; comprising its geography, commerce, colonization, aboriginal inhabitants, &c. &c. &c. Longman, Hurst, Rees, Orme, and Brown, London 1821 (Volltext in der Google-Buchsuche).